# Nextbike
Nextbike (stylizováno nextbike) je německá firma, která vyvíjí a provozuje veřejné systémy sdílení jízdních kol, tzv. bikesharing. Byla založena v Lipsku v roce 2004. K roku 2025 provozuje desetitisíce jízdních kol ve více než 300 městech, nacházejících se ve 20 zemích. V Česku funguje ve 40 městech.
Systémy sdílení kol mohou být iniciovány městy nebo franšízovými partnery. Provozní náklady jsou hrazeny z peněz za výpůjčky, ale také z reklamních ploch, které jsou na kolech umístěny.
Od roku 2019 funguje nextbike i v Česku, bikesharing zde provozuje licenční partner Nextbike Czech Republic.

## Nextbike Czech Republic

### Historie
Nextbike Czech Republic vstoupil na český trh v roce 2019 se svým pilotním projektem v Prostějově se 100 koly.  V dubnu 2019 započal druhý projekt sdílených kol v Ostravě se 600 koly, což byl tehdy největší tender na sdílená kola v ČR. První rok společnost rozšířila svou působnost také do Havířova s 80 koly. 
Nextbike Czech Republic v roce 2020 rozšířil svoje působení o další města: Praha, Brno, Olomouc, Opava, Hlučín, Kladno, Říčany, Pardubice, Hradec Králové, Mladá Boleslav a projekt elektrokol na Berounsku.
V roce 2021 Nextbike přidal Frýdek-Místek, kde dříve působil český bikesharing Rekola. Dalšími novými městy jsou Uherské, Mnichovo Hradiště, Krnov, Písek, Zlín a Rychnov nad Kněžnou. Za rok 2021 proběhlo v Česku celkem 2,1 milionu výpůjček kol Nextbike. V tuto dobu firma zaměstnávala 35 lidí.
Jen za květen 2022 proběhlo na kolech Nextbike v Česku rekordních 291,6 tisíc jízd, to znamená téměř 10 tisíc výpůjček za den. V tu dobu firma působila v přibližně 25 českých městech. Za celý rok 2022 český Nextbike zaznamenal 2,5 milionů výpůjček, 300 tisíc registrovaných uživatelů a 3,2 milionů najetých kilometrů.
V roce 2023 uživatelé Nextbike v Česku uskutečnili 2,663 milionů výpůjček, na sedle strávili celkem 31,3 milionů minut a ujeli 4,15 milionů kilometrů. Uživatelů tento rok přibylo 100 171. V roce 2023 Nextbike působil v 36 českých městech. V srpnu 2024 oznámilo město Hradec Králové, že kola Nextbike budou mít jako první v republice městský design.
V roce 2024 Nextbike v Česku zaznamenal 3,5 milionů výpůjček.

### Města
V sezóně 2025 Nextbike funguje v následujících českých městech. V dubnu 2023 provozoval celkem 7000 kol, v roce 2021 to bylo 5000.
| Město                  | Spuštění | Ukončení | Kola  | Kola | Poznámky |
| Město                  | Spuštění | Ukončení | Počet | Rok  | Poznámky |
| ---------------------- | -------- | -------- | ----- | ---- | --- |
| Prostějov              | 2019     | 2024     | 140   | 2021 | Ze začátku 100 ks, 2021 navýšeno na 140. V r. 2023 vyhrála výběrové řízení firma Rekola. V květnu 2024 došlo k ukončení provozu nextbike. |
| Ostrava                | 2019     | –        | 1100  | 2021 | V roce 2019 firma vyhrála městskou soutěž na provozování bikesharingu                                                                     |
| Brno                   | 2020     | –        | 500   | 2022 | [ 17 ] |
| Praha                  | 2020     | –        | 1500  | 2023 | |
| Olomouc                | 2020     |          | 150   | 2025 | Nextbike se díky podpoře Statutárního města Olomouc a Univerzity Palackého vrací s novým tarifem.                                         |
| Havířov                | 2020     | 2024     | 150   | 2020 | Pro r. 2025 zvítězila ve výběrovém řízení firma Rekola.                                                                                   |
| Opava                  | 2020     | –        | 100   | 2021 | Ze začátku 80 kol, v roce 2021 počet navýšen na 100 kol.                                                                                  |
| Hlučín                 | 2020     | –        | 40    | 2021 | V roce 2020 25 kol, v roce 2021 35 kol, v roce 2022 40 kol.                                                                               |
| Kladno                 | 2020     | –        | 100   | 2020 | |
| Berounsko              | 2020     | –        | 100   | 2020 | Jsou zde provozována elektrokola |
| Mladá Boleslav         | 2020     | –        | 180   | 2021 | Ze začátku 140 ks, 2021 navýšeno na 180 (včetně 10 elektrokol)                                                                            |
| Říčany                 | 2020     | –        | 40    | 2020 | |
| Pardubice              | 2020     | –        | 100   | 2020 | |
| Hradec Králové         | 2020     | –        | 100   | 2020 | Kola jsou od srpna 2024 v městském designu.                                                                                               |
| Frýdek-Místek          | 2021     | –        | 160   | 2021 | |
| Uherské Hradiště       | 2021     | –        | 70    | 2021 | |
| Mnichovo Hradiště      | 2021     | –        | 25    | 2021 | |
| Krnov                  | 2021     | 2023     | 100   | 2022 | 2021 60 kol, 2022 100 kol. V roce 2022 nejvíce výpůjček na obyvatele. V r. 2023 zvítězila ve výběrovém řízení firma Rekola.               |
| Písek                  | 2021     | –        | 100   | 2021 | |
| Zlín                   | 2021     | –        | 145   | 2021 | 120 mechanických kol a 25 elektrokol |
| Rychnov nad Kněžnou    | 2021     | –        | 40    | 2021 | |
| Dvůr Králové nad Labem | 2022     | –        | 50    | 2022 | 15 stanovišť |
| Jihlava                | 2022     | 2025     | 120   | 2025 | V roce 2025 vyhrála výběrové řízení města firma Freebike.                                                                                 |
| Kuřim                  | 2022     | –        | 30    | 2022 | 18 stanovišť |
| Vrchlabí               | 2022     | –        | 40    | 2022 | |
| Přerov                 | 2023     | –        | 140   | 2023 | Kola jsou od roku března 2025 v městském designu.                                                                                         |
| Třebíč                 | 2023     | –        | 90    | 2023 | 40 stanovišť, 80 běžných kol, 10 elektrokol                                                                                               |
| Klášterec nad Ohří     | 2023     | –        | 50    | 2023 | 15 stanovišť |
| Česká Třebová          | 2023     | –        | 50    | 2023 | 15 stanovišť |
| Moravská Třebová       | 2023     | –        | 20    | 2023 | 6 stanovišť |
| Benešov                | 2023     | –        | 80    | 2023 | 2023: 17 stanovišť a 50 kol, v roce 2024 navýšení                                                                                         |
| Hořice                 | 2023     | –        | 25    | 2023 | [ 30 ] |
| Jablonec nad Nisou     | 2023     | –        | 100   | 2023 | 26 stanovišť |
| Liberec                | 2023     | –        | 150   | 2025 | 50 stanovišť |
| Pelhřimov              | 2023     | –        | 50    | 2023 | 20 stanovišť |
| Kopřivnice             | 2024     | 2025     | 75    | 2024 | 30 stanovišť. Konec potom, co Rekola nabídla levnější cenu.                                                                               |
| Nový Jičín             | 2024     | 2025     | 75    | 2024 | 30 stanovišť. Konec potom, co Rekola nabídla levnější cenu.                                                                               |
| Jičín                  | 2024     | –        | 60    | 2024 | 20 stanovišť |
| Votice                 | 2024     | –        | 40    | 2024 | 11 stanovišť |
| Olbramovice            | 2024     | –        | 40    | 2024 | 4 stanoviště |
| Most                   | 2024     | –        | 140   | 2024 | 40 stanovišť |
| Trutnov                | 2024     | –        | 50    | 2024 | 18 stanovišť, 30 běžných kol, 20 elektrokol                                                                                               |
| Kolín                  | 2025     | –        | 100   | 2025 | 30 stanovišť |
| Týniště nad Orlicí     | 2025     | –        | 35    | 2025 | 15 stanovišť |
| Lovosice               | 2025     | –        | 35    | 2025 | 15 stanovišť |
| Mikroregion Kahan      | 2025     | –        | 70    | 2025 | 25+ stanovišť |

### Jízdné
Firma nabízí díky podpoře měst a spolupracujících firem ve většině měst výpůjčky do 15 minut zdarma. Po 15 minutách je jízdné účtováno dle standardního ceníku daného města. Ve městech Praha, Brno, Kladno, Olomouc a Opava platí uživatelé od první minuty. Firma také nabízí zvýhodněný tarif na mechanická kola na měsíc za 149 Kč nebo studentský měsíční tarif ve spojení s ISIC International za 149 Kč. Roční tarif pak stojí 1149 Kč. V případě elektrokol nabízí měsíční tarif za 299 Kč a roční tarif za 1900 Kč.

### Spolupráce
Společnost nextbike Czech Republic spolupracovala s Nadačním fondem Kapka naděje od samého začátku svého působení v ČR až do roku 2022. Díky projektu “O Kapku lepší jízda” přispěli v Ostravě a Havířově za rok 2019 souhrnnou částkou 100 000 Kč na podporu Dětské kliniky Fakultní nemocnice v Ostravě a na Dětské oddělení Nemocnice s poliklinikou v Havířově. V roce 2020 byl projekt rozšířen do všech měst, kde nextbike působil, a z každé placené jízdy byla věnována 1 Kč na podporu klinik pečujících o dětské onkologické pacienty. Celková částka za rok 2020 dosáhla 250 000 Kč. Spolupráce s nadačním fondem byla ukončena v roce 2022.
Společnost dále v roce 2021 spolupracuje například se společnostmi jako je Raiffeisenbank, Nadační fond Škoda Auto, Zebra, RBP, CTP či je podporována nákupními centry Nová Karolína, Avion a IKEA.
Nextbike je partnerem několika českých hudebních festivalů, kde zajišťuje zvýšenou dostupnost sdílených kol pro návštěvníky. Mezi nejvýznamnější spolupráce patří festivaly Rock for People, Colours of Ostrava a Beats for Love. Na festivalu Rock for People v roce 2023 uskutečnilo 1 700 uživatelů celkem 6 111 výpůjček, což bylo třikrát více než v předchozím roce. Na Colours of Ostrava se kromě rozšířené dostupnosti kol uskutečnila také tematická party ride s DJ Serafinem, která spojila jízdu městem s živou hudbou.